# Tverrsambandet
Tverrsambandet, även kallat Samband Vest, är ett planerat vägprojekt i Nordhordland, norr om Bergen, som kan stå färdigt 2022.
Vägen kommer att gå från industriområdet Kollsnes i Øygardens kommun till Mongstad i Lindås och Austrheims kommuner i Vestland fylke. Projektet kan medföra mindre genomfartstrafik genom Bergen. De berörda kommunerna är Øygarden, Askøy, Meland, Radøy, Austrheim och Lindås. Tverrsambandet omfattar ett nytt färjesamband mellan Øygarden och Mjølkeviksvarden industriområde vid Herdla på Askøy. Vidare fortsätter vägen i en undervattenstunnel mot Meland. Därefter kommer en undervattenstunnel till Radøy, och väg vidare mot Mongstad. Tillsammans är hela projektet 45 km långt, mot dagens väg via Bergen på 110 km. Vägen kommer bland annat leda till att kommunerna i Nordhordland förs tätare samman. Fylkesordförande i Hordaland, Torill Selsvold Nyborg, vill också upprätta en ny stad i Nordhordland.